# Lugdunum

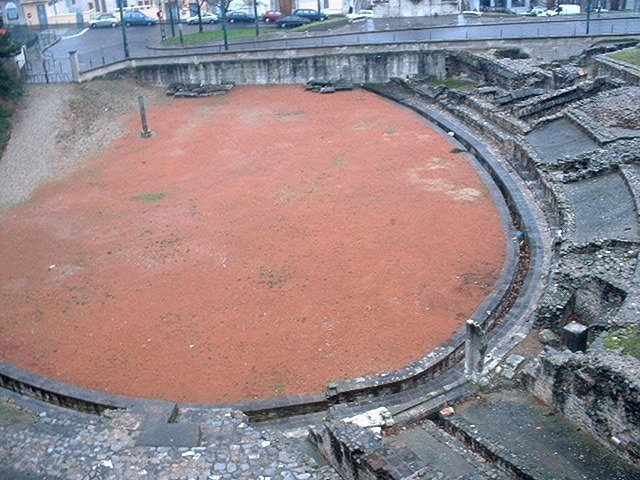
Pozůstatky lugdunského amfiteátru

Lugdunum, plným názvem Colonia Copia Claudia Augusta Lugdunum (nynější Lyon) byla důležitým římským městem v Galii. Město založil roku 43 př. n. l. Lucius Munatius Plancus jako hlavní město římské provincie Gallia Lugdunensis. Následujících 300 let bylo Lugdunum nejvýznamnějším městem severozápadní Evropy. Bylo založeno jako správní centrum Galie. Město se nacházelo na soutoku Rhôny a Saôny.

## Dějiny města
Ihned po založení se město stalo střediskem římské Galie a Germánie. Významu města výrazně přispívala císařská mincovna. Obyvatelstvo bylo rozsáhlé a různorodé. Roku 10 př. n. l. se zde narodil císař Claudius.
Poměrně záhy vznikla ve městě i komunita křesťanů, která se nevyhnula rozsáhlým pronásledováním, a to roku 177 a 202.
Po roce 250 a nepokojích na Rýnu ztratilo Lugdunum své výsadní postavení, které postoupilo Trevíru. Stalo se však později střediskem burgundského království.